# Мала Помічна

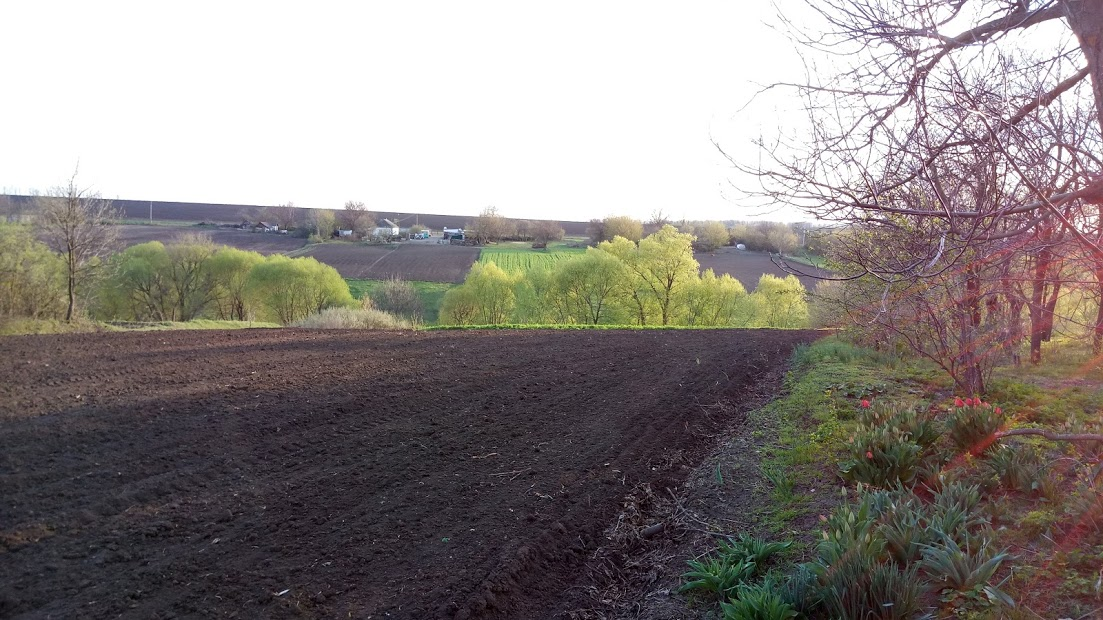
село Мала Помічна

Мала́ Помічна́ — село в Україні, у Рівнянській сільській громаді Новоукраїнського району Кіровоградської області. Населення становить 226 осіб. Колишній центр Малопомічнянської сільської ради.

## Населення
Згідно з переписом УРСР 1989 року чисельність наявного населення села становила 605 осіб, з яких 267 чоловіків та 338 жінок.
За переписом населення України 2001 року в селі мешкали 552 особи.

### Мова
Розподіл населення за рідною мовою за даними перепису 2001 року:
| Мова       | Відсоток |
| ---------- | -------- |
| українська | 95,96 %  |
| російська  | 3,12 %   |
| молдовська | 0,73 %   |
| білоруська | 0,18 %   |